# Philadelphia Union
A Philadelphia Union egy amerikai labdarúgócsapat, amelynek székhelye Pennsylvania állambeli Chester városában található. A klubot 2008. február 28-án alapították és 2010 óta az észak-amerikai első osztályban, a Major League Soccer-ben szerepel. Hazai mérkőzéseit a 18 500 néző befogadására alkalmas Subaru Parkban játssza. 2015,
A klub a Keystone Sports & Entertainment tulajdonában van és Jay Sugarman a többségi tulajdonos, valamint az elnök is. Kevin Durant kosárlabdázó is birtokol részvényeket.

## Játékoskeret
2025. április 7. szerint.
| #  |     | Poszt | Név                                                         |
| -- | --- | ----- | ----------------------------------------------------------- |
| 1  | GER | K     | Oliver Semmle                                               |
| 2  | ARG | V     | Ian Glavinovich (kölcsönben a Newell’s Old Boys csapatától) |
| 4  | SRB | KP    | Jovan Lukić                                                 |
| 5  | NOR | V     | Jakob Glesnes                                               |
| 6  | USA | KP    | Cavan Sullivan                                              |
| 7  | DEN | CS    | Mikael Uhre                                                 |
| 8  | VEN | KP    | Jesús Bueno                                                 |
| 9  | ISR | CS    | Tai Baribo                                                  |
| 11 | USA | KP    | Alejandro Bedoya                                            |
| 12 | USA | V     | Isaiah LeFlore                                              |
| 14 | USA | KP    | Jeremy Rafanello                                            |
| 15 | CMR | V     | Olivier Mbaizo                                              |
| 17 | USA | KP    | CJ Olney                                                    |
| 18 | JAM | K     | Andre Blake                                                 |
| 19 | USA | CS    | Indiana Vassilev                                            |

| #  |     | Poszt | Név                 |
| -- | --- | ----- | ------------------- |
| 20 | URU | CS    | Bruno Damiani       |
| 21 | HAI | KP    | Danley Jean Jacques |
| 22 | USA | KP    | David Vazquez       |
| 24 | USA | KP    | Nick Pariano        |
| 25 | USA | CS    | Chris Donovan       |
| 26 | USA | V     | Nathan Harriel      |
| 27 | GER | V     | Kai Wagner          |
| 29 | RSA | V     | Olwethu Makhanya    |
| 33 | USA | KP    | Quinn Sullivan      |
| 35 | USA | CS    | Markus Anderson     |
| 39 | USA | V     | Frankie Westfield   |
| 44 | USA | V     | Neil Pierre         |
| 55 | MEX | CS    | Sal Olivas          |
| 76 | USA | K     | Andrew Rick         |
| 77 | USA | CS    | Eddy Davis III      |

## Vezetőedzők
| Név             | Évek                                 |
| --------------- | ------------------------------------ |
| Piotr Nowak     | 2009. május 28. – 2012. június 13.   |
| John Hackworth  | 2012. június 13. – 2014. június 10.  |
| Jim Curtin      | 2014. június 10. – 2024. november 7. |
| Bradley Carnell | 2025. január 2. – jelenleg is        |

## Statisztika

### Rekordok

#### Gólok
2023. július 18-i állapotnak megfelelően.
| # | Név               | Évek                | Gólok |
| - | ----------------- | ------------------- | ----- |
| 1 | Sébastien Le Toux | 2010–2011 2013–2016 | 56    |
| 2 | Gazdag Dániel     | 2021–               | 42    |
| 3 | Kacper Przybyłko  | 2018–2021           | 40    |
| 4 | C.J. Sapong       | 2015–2019           | 38    |
| 5 | Julián Carranza   | 2022–               | 29    |
| 6 | Jack McInerney    | 2010–2014           | 28    |
| 7 | Cory Burke        | 2018–2022           | 27    |
| 8 | Alejandro Bedoya  | 2016–               | 24    |
| 9 | Sergio Santos     | 2019–2022           | 22    |
| 9 | Ilsinho           | 2016–2021           | 22    |
| 9 | Conor Casey       | 2013–2015           | 22    |

vastag betűvel van jelölve az a játékos aki jelenleg is a csapat tagja

## Sikerlista
- MLS – Alapszakasz
  - Győztes (1): 2020

- US Open Cup
  - Döntős (2): 2014, 2018

## További hivatkozások
- Hivatalos honlapja